# Malicidio
Malicidio (malicidium, in latino) è un termine introdotto da Bernardo di Chiaravalle per indicare l'omicidio di un non cristiano in guerra, quando non vi sia altro mezzo per impedire il male che commette.

## La teoria
Bernardo, riprendendo il concetto di «guerra giusta» introdotto da Agostino d'Ippona, teorizza che l'uccisione di un infedele, di un eretico o di un pagano - giudicati come nemici della fede - non deve essere considerata come un omicidio (vietato dal V Comandamento), ma come un «malicidio», ovvero come l'estirpazione di un male. Il pagano da sopprimere doveva essere eliminato in quanto portatore di un Male assoluto e irredimibile, ma restava degno di amore per la sua umanità.
Uccidere un infedele diventava dunque, nella concezione di Bernardo, un servizio meritevole reso alla causa divina. Citando lo stesso Bernardo:
«Il Cavaliere di Cristo uccide in piena coscienza e muore tranquillo: morendo si salva, uccidendo lavora per il Cristo».
E ancora: «Egli» [il soldato di Cristo, ndr] «è strumento di Dio per la punizione dei malfattori e per la difesa dei giusti. Invero, quando egli uccide un malfattore, non commette omicidi, ma malicidio, e può essere considerato il carnefice autorizzato di Cristo contro i malvagi».
Tuttavia, secondo Bernardo, non è lecito uccidere il male nell'infedele (e l'infedele stesso) se prima non si è «ucciso» il male in sé stesso. In questo modo, la crociata diviene nella concezione cattolica medievale un momento ascetico e penitenziale del guerriero stesso. Bernardo si dichiara in ogni caso contrario alla coercizione per forzare la conversione gli infedeli, e giustifica la violenza come mezzo di difesa della fede, dichiarando che «Non si dovrebbero uccidere neppure i pagani qualora ci fosse una maniera diversa per impedir loro di opprimere i fedeli.».
Questa teoria fu elaborata da Bernardo in base ad una specifica questione postagli dai Cavalieri Templari per dare una qualche risposta alla difficoltà per un cristiano di conciliare la guerra non difensiva con la parola di Dio. Bernardo riprende e sviluppa in diverse altre occasioni gli argomenti alla base della nozione di malicidio. Nel 1146, nella lettera 363 il santo esorta il clero ed i fedeli della Francia orientale a prendere le armi per difendere la Chiesa d'Oriente contro il pericolo degli infedeli, ed afferma che «La morte inflitta o ricevuta nel nome di Cristo da un canto non ha nulla di criminale, dall'altro merita una gran gloria».

## I fondamenti della teoria
Tale teoria poteva trovare una base nell'interpretazione di diversi scritti dell'Antico Testamento ed in alcune lettere paoline del Nuovo Testamento.
Nel Deuteronomio, Dio comunica a Mosè i Dieci Comandamenti. Fra essi, il quinto (Deut. 5, 17) comanda «Tu non ucciderai». Nello stesso testo, (Deut. 7, 1-2) tale comando appare tuttavia inteso come limitato al popolo eletto, quando Dio ordina di sterminare tutte le popolazioni straniere che occupano la terra promessa.
La lettura dell'Antico Testamento mostra in diverse altre occasioni la rilevanza degli aspetti militari dell'alleanza tra Jahvé e gli Ebrei. In diversi libri dell'Antico Testamento (Deuteronomio, Numeri, Giosuè, Geremia) compare anche il concetto di herem, di «sterminio" del nemico, ovvero di votare a Dio tutte le prede di guerra».
Un ruolo importante nella teologia cristiana ricopre sant'Agostino nella giustificazione dell'uccisione degli infedeli, ossia della guerra santa. A questo proposito, scrive lo studioso francese Minois: «Per Agostino l'uso della violenza per il bene altrui si giustifica con l'attitudine naturale del padre che castiga il figlio per educarlo.»